# Ingrid Brodnig

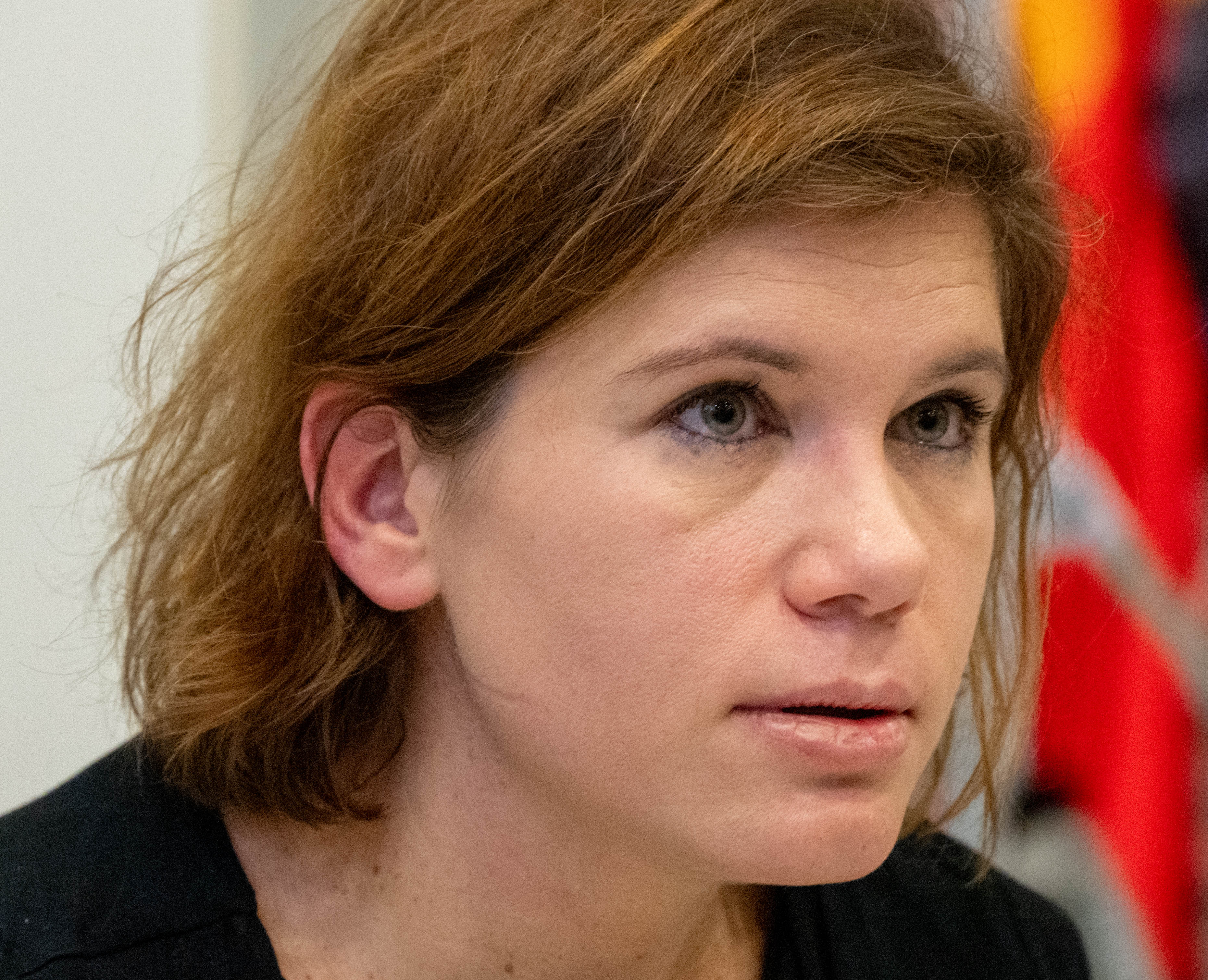
Ingrid Brodnig (2025)

Ingrid Brodnig (* 9. November 1984 in Graz) ist eine österreichische Journalistin und Publizistin. Sie verfasst eine regelmäßige Kolumne für die Tageszeitung Der Standard.

## Leben
Brodnig studierte „Journalismus und Unternehmenskommunikation“ an der FH Joanneum in Graz. Danach arbeitete sie für das Stadtmagazin Falter, anschließend als Redakteurin des Nachrichtenmagazins Profil mit Schwerpunkt auf Medien- und Digitalthemen. Im Februar 2017 verließ sie die Redaktion von Profil, um „sich als Publizistin und digitale Expertin selbständig“ zu machen. Bis 2023 verfasste sie für Profil eine Kolumne über digitale Themen. Seit Mai 2024 ist sie Kolumnistin der Tageszeitung Der Standard.
Brodnigs Arbeitsschwerpunkt sind digitale Themen. In ihrem ersten Buch, Der unsichtbare Mensch. Wie die Anonymität im Internet unsere Gesellschaft verändert, thematisiert sie die Anonymität im Internet. In ihrem zweiten Buch, Hass im Netz. Was wir gegen Hetze, Mobbing und Lügen tun können, geht die Journalistin auf die Kommunikationsprobleme, wie zum Beispiel Hassrede, des Internets ein, analysiert sie und gibt Tipps, wie man im Internet darauf reagiert. Aufgrund ihres Themenschwerpunkts wird sie von vielen Medien dazu interviewt.
Brodnig gehört zu den Unterstützern der Charta der Digitalen Grundrechte der Europäischen Union, die Ende November 2016 veröffentlicht wurde.
Im April 2017 wurde sie von der österreichischen Bundesregierung zur digitalen Botschafterin (Digital Champion) Österreichs in der EU ernannt.
Bis Februar 2022 war Ingrid Brodnig Mitglied in der von der Bundesregierung unter Bundeskanzler Nehammer eingesetzten GECKO-Kommission.

## Auszeichnungen
- Spitze-Feder-Förderpreis (2007)
- European Young Journalist Award (2008)
- Förderpreis für Bildungsjournalismus (2012)
- Bruno-Kreisky-Preis für das politische Buch (2016), Sonderpreis für Hass im Netz. Was wir gegen Hetze, Mobbing und Lügen tun können[13]
- Medienjournalistin des Jahres (2021), verliehen von der Zeitschrift Der Österreichische Journalist[14]
- Kolumnistin des Jahres (2023), verliehen von der Zeitschrift Der Österreichische Journalist[15]

## Veröffentlichungen

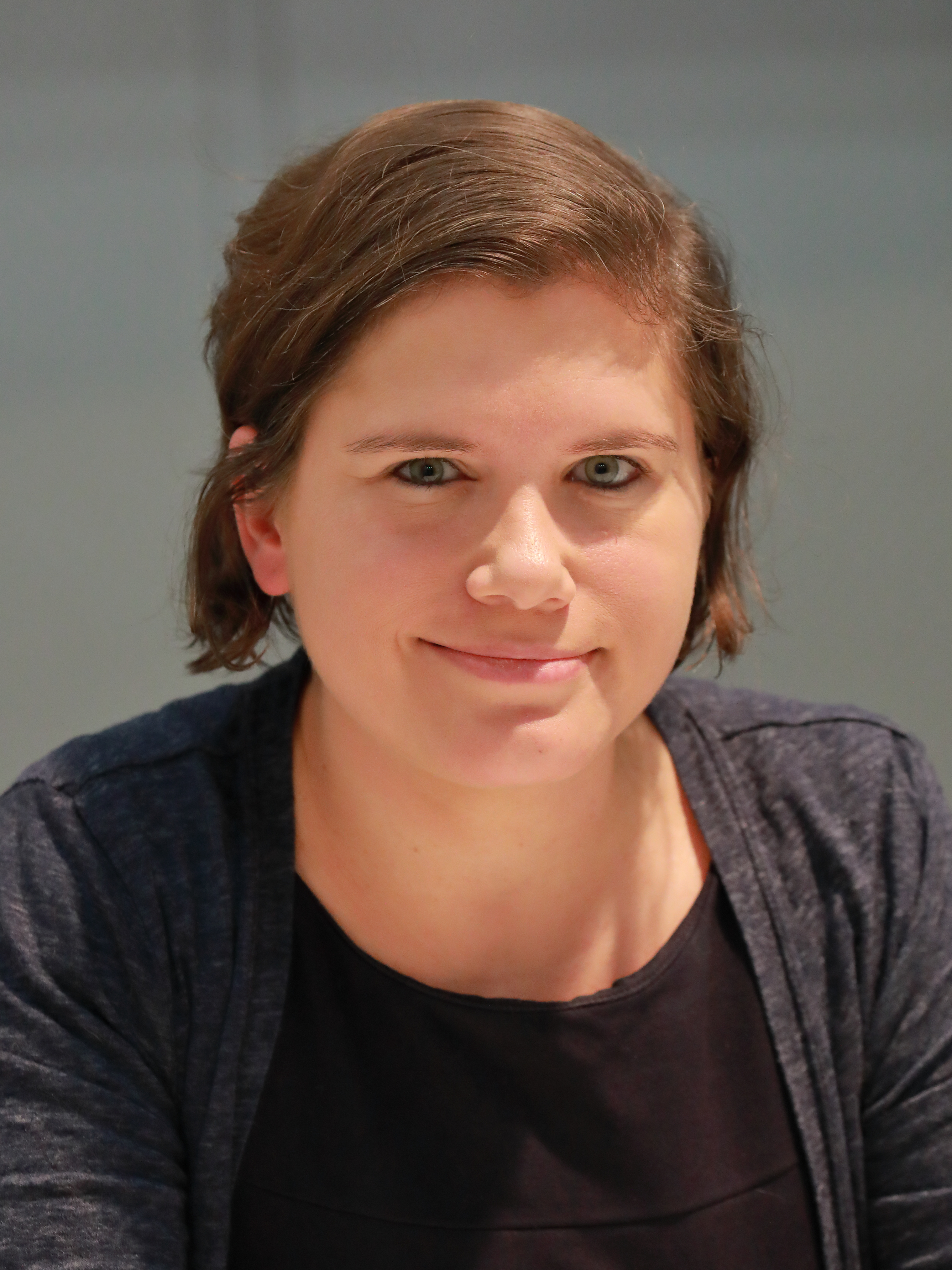
Ingrid Brodnig (2019)

- Der unsichtbare Mensch. Wie die Anonymität im Internet unsere Gesellschaft verändert. Czernin, Wien 2014, ISBN 978-3-7076-0483-2.
- Hass im Netz. Was wir gegen Hetze, Mobbing und Lügen tun können. Brandstätter Verlag, Wien 2016, ISBN 978-3-7106-0035-7.
- Lügen im Netz. Wie Fake News, Populisten und unkontrollierte Technik uns manipulieren. Brandstätter Verlag, Wien 2017, ISBN 978-3-7106-0160-6.
- Gute Seiten, schlechte Seiten. In: Thomas Hofer, Barbara Tóth (Hrsg.): Wahl 2017. Loser, Leaks & Leadership. ÄrzteVerlag, Wien 2017, ISBN 978-3-9503276-4-9, S. 200–209.
- Übermacht im Netz: Warum wir für ein gerechtes Internet kämpfen müssen, Brandstätter Verlag, Wien 2019, ISBN 978-3-7106-0366-2.
- Mit Marie-Pascale Gafinen: Einspruch! Verschwörungsmythen und Fake News kontern – in der Familie, im Freundeskreis und online, Brandstätter Verlag, Wien 2021, ISBN 978-3-7106-0520-8.
- Wider die Verrohung. Über die gezielte Zerstörung öffentlicher Debatten: Strategien & Tipps, um auf Emotionalisierung und Fake News besser antworten zu können. Brandstätter Verlag, Wien 2024, ISBN 978-3-7106-0812-4.
- Mit Florian Klenk (Hg.), Gabi Waldner (Hg.), Armin Wolf (Hg.): Praktischer Journalismus. Ein Lehrbuch für den Berufseinstieg und alle, die wissen wollen, wie Medien arbeiten. Falter Verlag, Wien 2024, ISBN 978-3-99166-007-1.